# Borsa İstanbul
Borsa İstanbul (BIST) – giełda papierów wartościowych w Turcji; zlokalizowana w Stambule. W obecnym kształcie funkcjonuje od 2013 roku.